# آساهیفوجی سه‌ایا
آساهیفوجی سه‌ایا (به ژاپنی: 旭富士 正也) کُشتی‌گیر سوموی اهل استان آئوموری در کشور ژاپن است که شصت‌وسومین کشتی‌گیر دارای رتبهٔ یوکوزونا محسوب می‌شود. وی در سال ۱۹۹۰ میلادی به این مرتبه ارتقا یافت و در سال ۱۹۹۲ میلادی بازنشست شد. آساهیفوجی سه‌ایا توانست ۴ بار قهرمان (یوشو) مسابقات سومو شود.